# Ostnica włosowata
Ostnica włosowata (Stipa capillata L.) – gatunek rośliny z rodziny wiechlinowatych (Poaceae). Występuje w Azji (Syberia, Chiny, Azja Środkowa, Kaukaz, Indie i Pakistan) oraz środkowej, wschodniej i południowej Europie. W Polsce jest bardzo rzadka. Występuje w dolinie Płoni, dolnej Odry, Warty i Wisły, na Wyżynie Lubelskiej i w Niecce Nidziańskiej.

## Morfologia

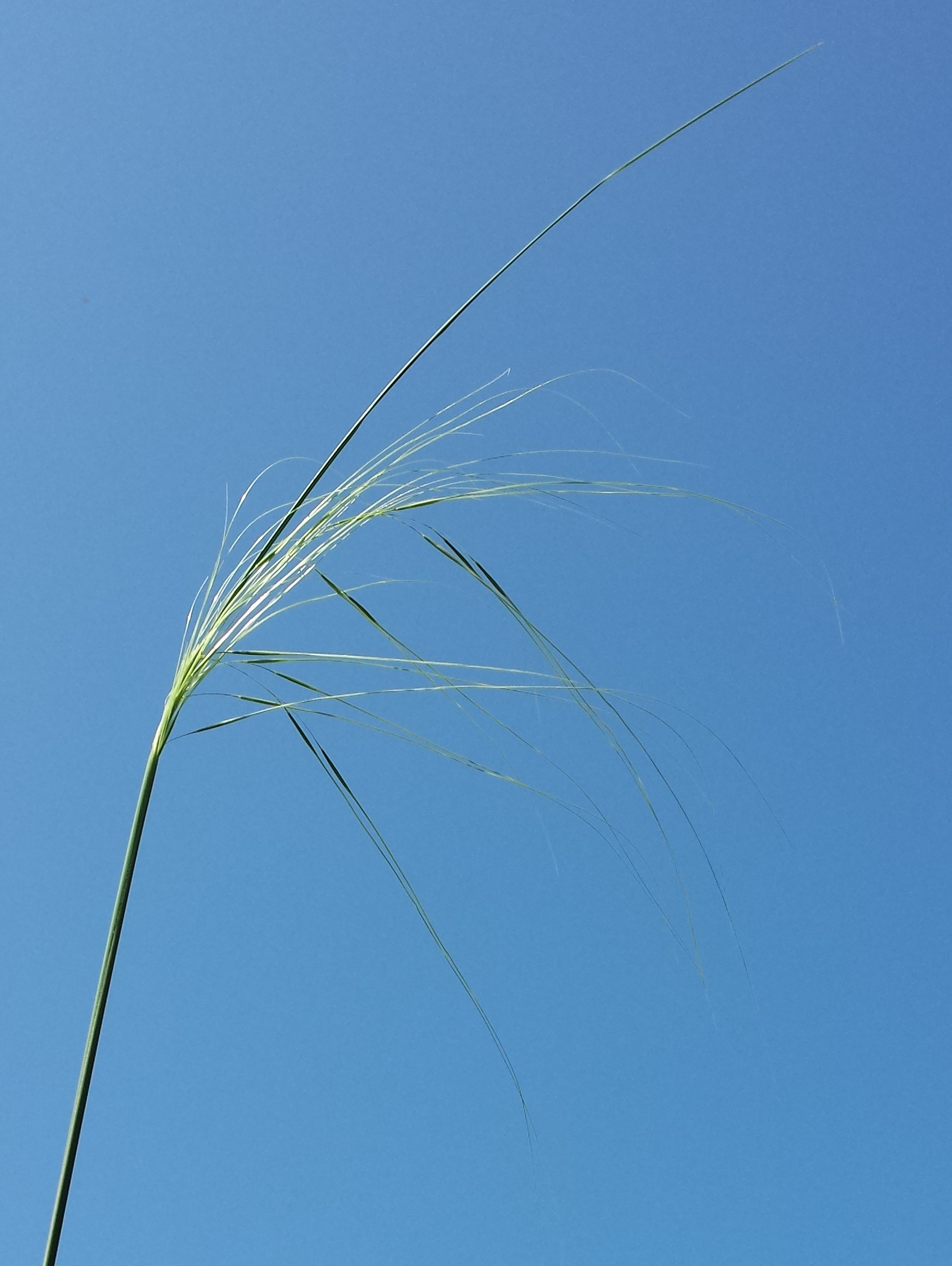
Kwiatostan

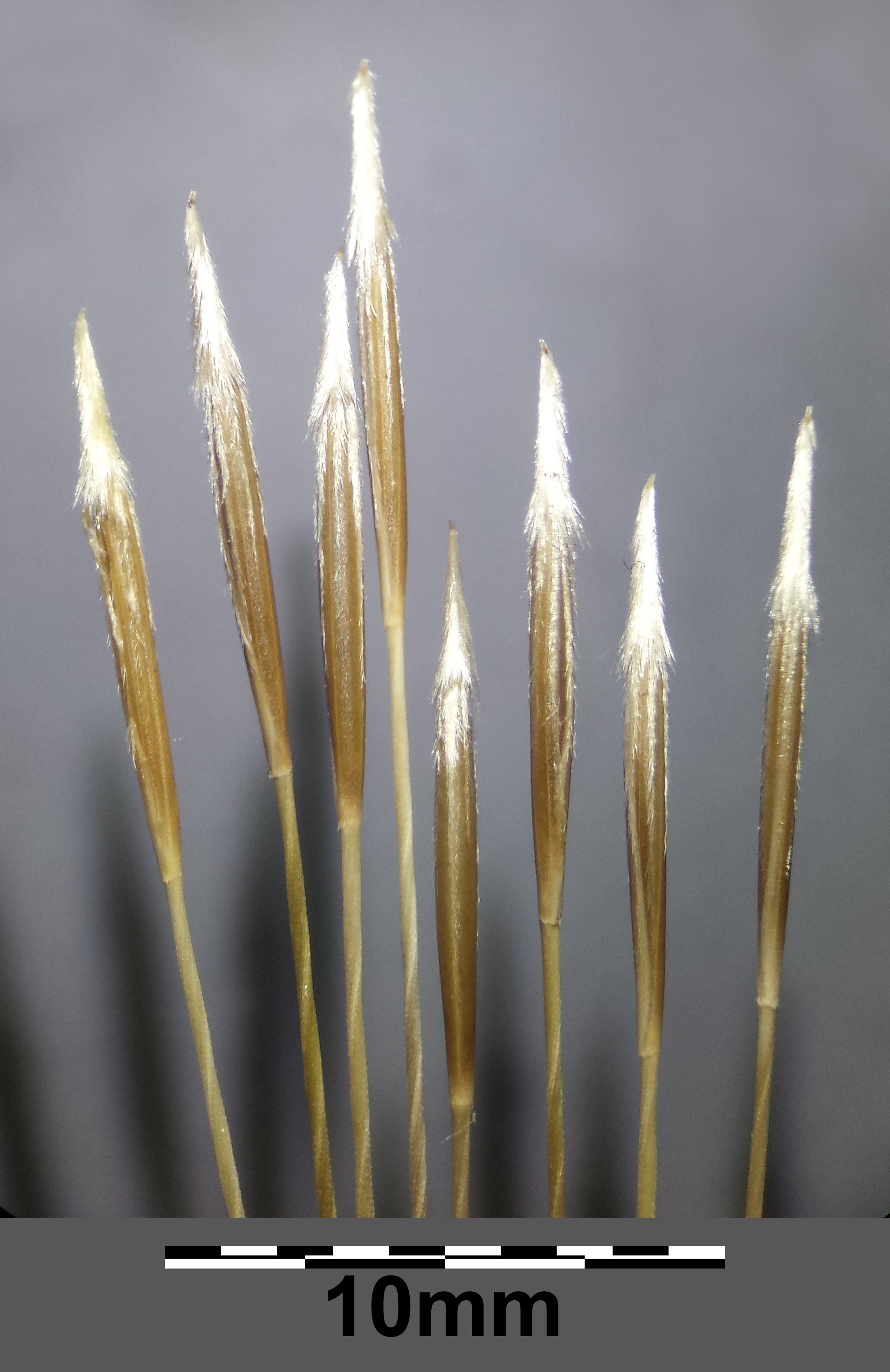
Ziarniaki

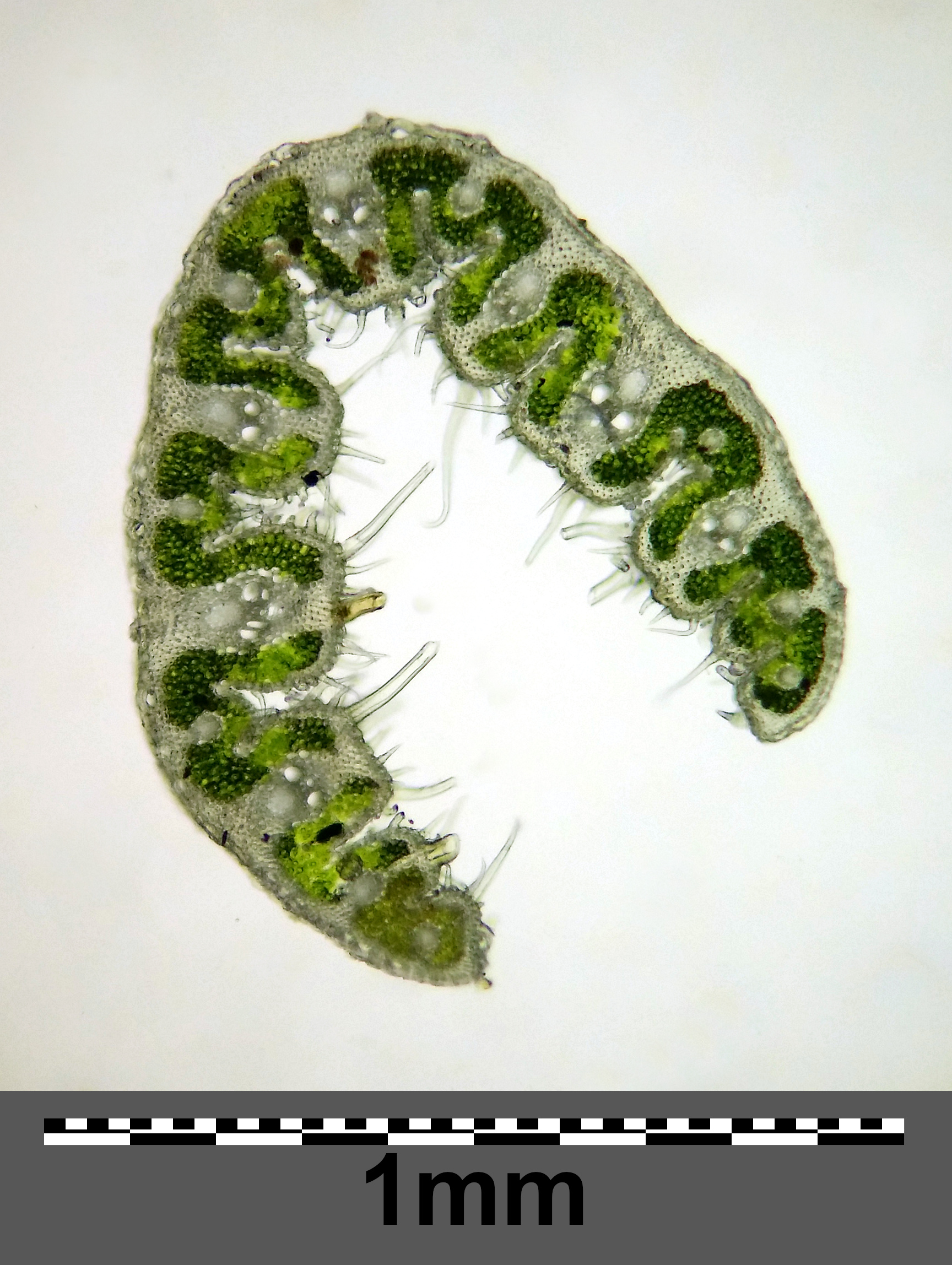
Przekrój liścia

PokrójTrawa tworząca gęste kępki o wysokości 20–100 cm. Źdźbła kwiatowe po uschnięciu zachowują się do następnego roku.
LiścieZwinięte, szare, dłuższe od źdźbeł. W nasadzie mają resztki starych pochew liściowych. Liście odziomkowe mają języczek o długości 1–2(3) mm, górne 15–20 mm.
KwiatyZebrane w jednokwiatowe kłoski tworzące wiechowaty kwiatostan. Posiadają dwie jednakowe, lancetowate plewy o długości ok. 15 mm wyposażone w wiotką i przeważnie krótszą od nich ość. Owłosione w nasadzie plewki mają długość do 12 mm. Dolna plewka wyposażona jest w bardzo długą (8-15(25) cm), przeważnie skręconą, szorstką i nitkowatą ość z kolankowatym przegięciem. Właśnie od tej ości pochodzi gatunkowa nazwa rośliny.
OwocZiarniak.

## Biologia i ekologia

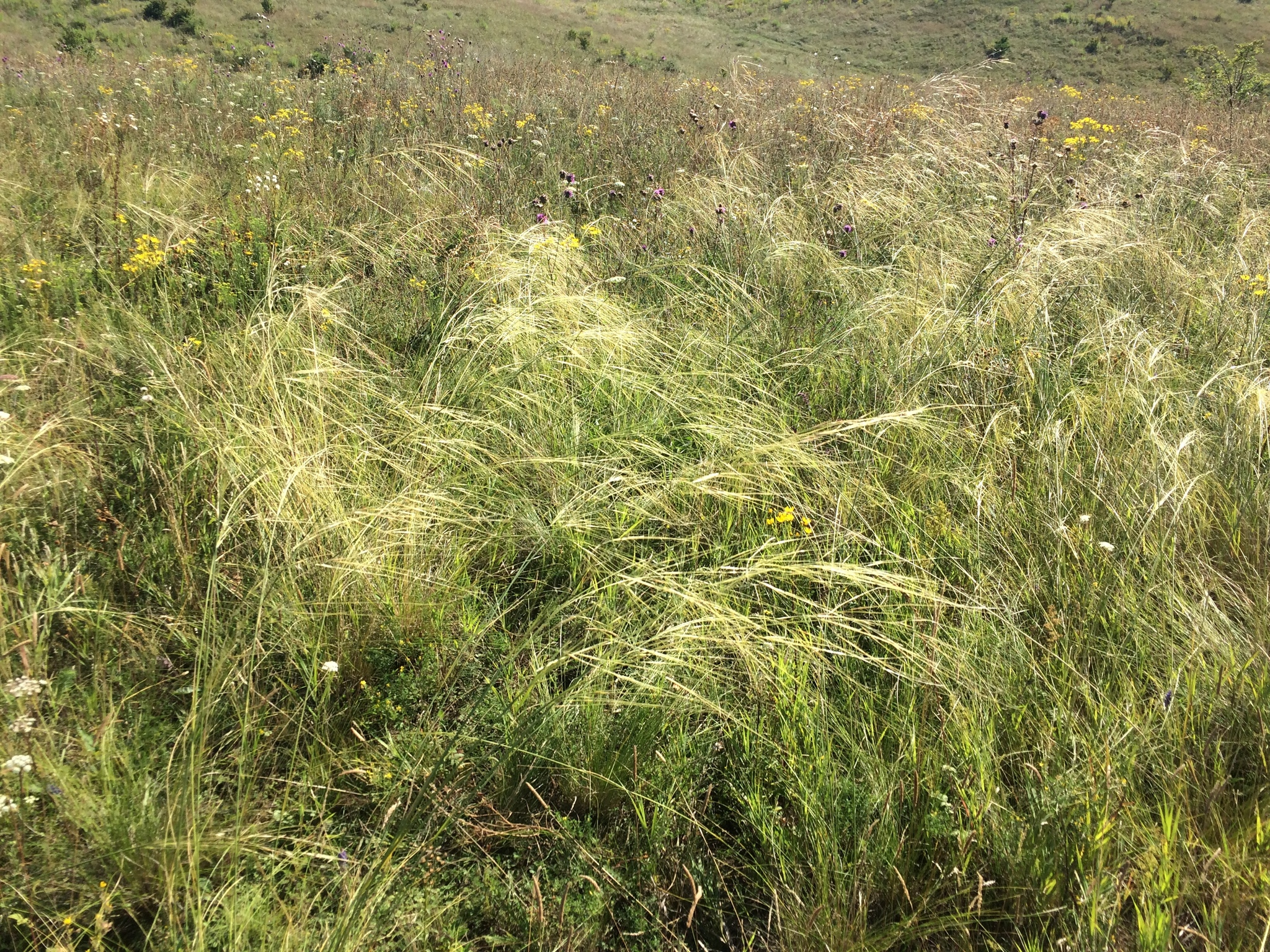
Murawa z ostnicą włosowatą

Bylina, hemikryptofit. Kwitnie od maja do czerwca, jest wiatropylna. Nasiona rozsiewane są przez wiatr (anemochoria) i roznoszone przez zwierzęta (zoochoria). Występuje na murawach, suchych zboczach, wśród skał, na stepie. Jest światłolubna i ciepłolubna, najczęściej rośnie na płytkich, gipsowych i węglanowych rędzinach inicjalnych i właściwych. Gatunek charakterystyczny dla związku Festuco-Stipion i Ass. Potentillo-Stipetum. Liczba chromosomów 2n=44.

## Zagrożenia i ochrona
Roślina objęta w Polsce ścisłą ochroną gatunkową. Zagrożeniem dla niej jest zalesianie lub zaorywanie stepowych muraw, a także naturalne ich zarastanie zaroślami i lasem. Wymaga ochrony aktywnej.
Ostnica włosowata umieszczona jest na Czerwonej liście roślin i grzybów Polski (2006, 2016) w grupie gatunków narażonych na wymarcie (kategoria zagrożenia: VU).